# Fiona Harrison

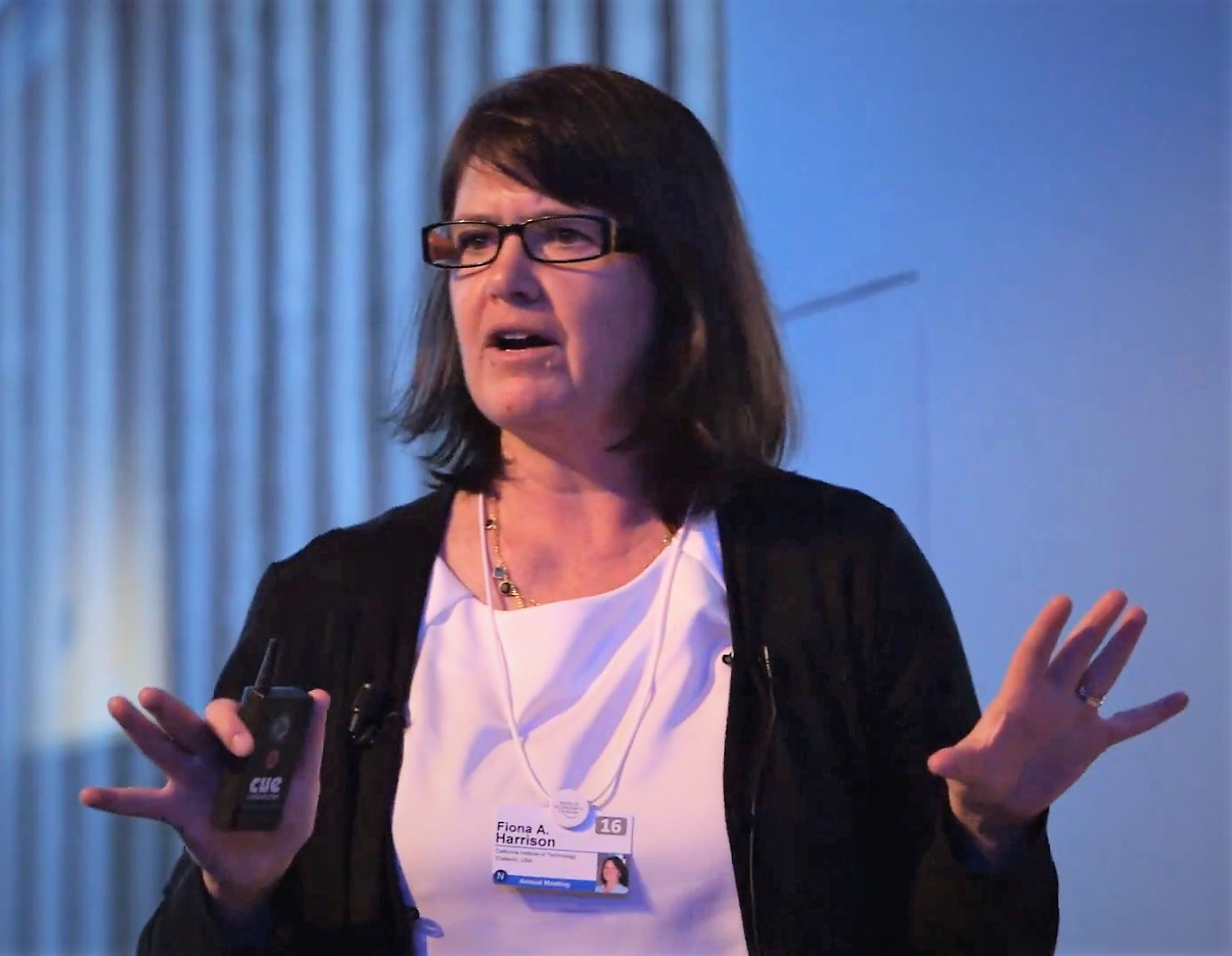
Fiona Harrison

Fiona Anne Harrison (* 1964) ist eine US-amerikanische Astrophysikerin.
Harrison studierte am Dartmouth College Physik mit dem Bachelor-Abschluss 1985 und wurde 1993 an der University of California in Berkeley promoviert. Als Post-Doktorandin war sie Robert Millikan Research Fellow am Caltech, an dem sie 1995 Assistant Professor, 2001 Associate Professor und 2005 Professor für Physik wurde. Ab 2013 war sie Benjamin M. Rosen Professor und hatte ab 2015 den Kresa Leadership Chair.
Fiona Anne Harrison befasst sich mit beobachtender Hochenergie-Astrophysik und ist leitende Wissenschaftlerin von NuSTAR. Mit der Satellitenmission wird das Röntgenspektrum hoher Energien (3 bis 79 keV) untersucht, beispielsweise von Neutronensternen, Gammablitzen, Schwarzen Löchern und Supernova-Resten. Für NuSTAR entwickelte sie mit ihrem Labor auch Instrumente und war wissenschaftliche Leiterin der ersten zwei Jahre der Mission von 2012 bis 2014. Dabei wurde unter anderem die Verteilung der radioaktiven Materialien in der Gaswolke des Supernova-Überrests Cassiopeia A kartiert mit Schlussfolgerungen für den Kernkollaps-Mechanismus der Supernova, es wurden die Spins von stellaren und supermassiven Schwarzen Löchern bestimmt und ein Magnetar nahe dem Zentrum unserer Galaxie entdeckt. Die Mission untersuchte eine ultrahelle Röntgenquelle (ultraluminous x-ray source, URS) in der Galaxie M82, einem magnetisierten Neutronenstern und Pulsar mit Akkretionsscheibe und Begleitstern. Ein Forschungsziele von NuSTAR ist unter anderem die Entwicklung schwarzer Löcher, die Elemententstehung bei Supernovae, das galaktische Zentrum und weitere Schranken für Axionen als Kandidaten dunkler Materie, aber auch Sonnenbeobachtungen.
Zuvor war sie an den Röntgenteleskop-Missionen Chandra, Swift, XMM und Fermi beteiligt mit begleitenden Beobachtungen mit den optischen Teleskopen des Caltech (Keck, Mount Palomar). Harrison entdeckte mit Kollegen 1999 Anzeichen für eine Jet-Bildung im Nachglühen des Gammablitzes GRB 990510.
2013 erhielt sie die Outstanding Public Leadership Medal der NASA. 2015 erhielt sie den Bruno-Rossi-Preis für grundlegende Arbeiten zu Supernovaresten, Neutronensternen und Schwarzen Löchern mit NuSTAR, dem ersten Röntgensatelliten für Wellenlängen unterhalb 0,1 Nanometer bzw. Röntgenstrahlenergien über 10 keV (Laudatio). Für 2020 wurde Harrison der Hans-A.-Bethe-Preis der American Physical Society zugesprochen. Sie ist Ehrendoktor der Dänischen Technischen Universität in Lyngby, Fellow der American Physical Society, Mitglied der National Academy of Sciences und der American Academy of Arts and Sciences und Ehren-Fellow der Royal Astronomical Society.